# Seleção da Turquia de Hóquei no Gelo
A Seleção Turca de Hóquei no gelo representa a Turquia nas competições oficiais da IIHF. Participa do Campeonato Internacional de Hóquei no Gelo e atualmente está na 2ª divisão. Estão na 40ª posição no ranking mundial da Federação Internacional de Hóquei no Gelo.